# Hrabstwo Dunn (Dakota Północna)

Piramida wieku hrabstwa

Hrabstwo Dunn (ang. Dunn County) to hrabstwo w stanie Dakota Północna w Stanach Zjednoczonych. Hrabstwo zajmuje powierzchnię 5 393,00 km². Według szacunków United States Census Bureau w roku 2006 miało 3 443 mieszkańców. Siedzibą hrabstwa jest Manning.

## Geografia
Hrabstwo Dunn zajmuje powierzchnię całkowitą 5 393,00 km², z czego 5 204,84 km² to powierzchnia lądowa, a 188,16 km² (3,5%) to powierzchnia wodna.

### Miejscowości
- Killdeer
- Halliday
- Dunn Center
- Dodge
- Manning (CDP)